# V. S. 라마찬드란

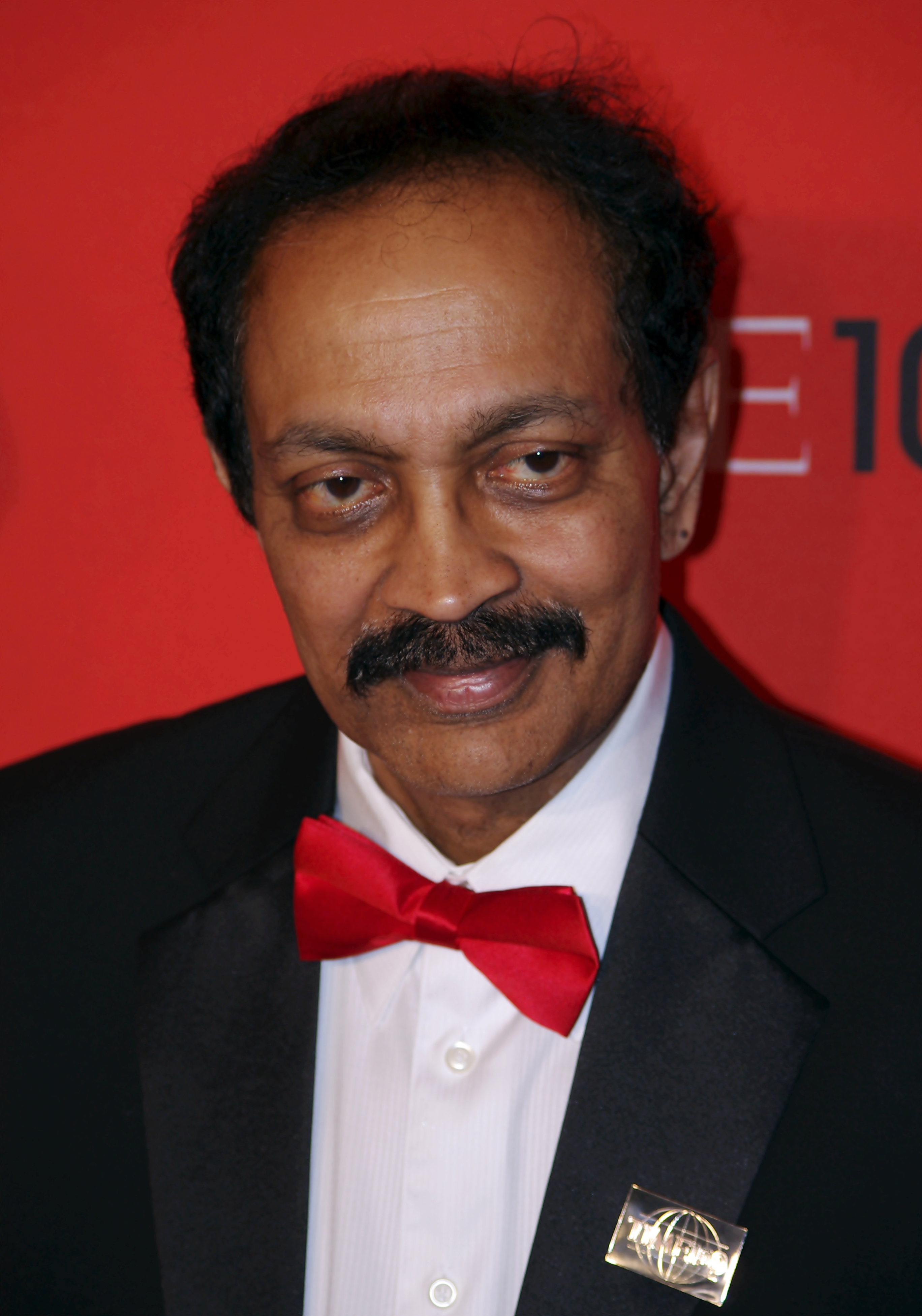

빌라야누르 수브라마니안 라마찬드란(Vilayanur Subramanian Ramachandran, 1951년 8월 10일 ~ )은 인도계 미국인 신경과학자이다. 그는 거울 상자 의 발명을 포함하여 행동 신경학에 대한 광범위한 실험과 이론으로 유명하다. 라마찬드란은 UCSD 심리학과의 저명 교수이며 뇌 및 인지 센터 소장이다.
인도에서 의학 학위를 취득한 후 라마찬드란은 케임브리지 에서 실험적 신경과학을 공부하고 1978년 그곳에서 박사 학위를 취득했다. 그의 연구 대부분은 행동 신경학 및 시각 정신물리학 분야에서 이루어졌다. 인간의 시력에 대한 초기 연구 이후, 라마찬드란은 환상 사지 및 환상 통증을 포함한 신경학의 더 넓은 측면에 대한 연구를 시작했다. 라마찬드란은 현재 환상 사지 통증이 있는 절단된 환자를 치료하고 약화 된 사지를 가진 뇌졸중 환자의 운동 제어를 회복하는 데 사용되는 거울 치료법을 발명했다.
팔이나 다리가 절단된 경우, 환자는 종종 "환상 사지"(평균 80%)로 상실된 사지의 존재를 생생하게 계속 느낀다. Ronald Melzack (McGill University)과 Timothy Pons(NIMH)의 초기 연구를 바탕으로 라마찬드란은 성인 인간 두뇌의 가상 사지 현상과 신경 가소성 사이에 연관성이 있다는 이론을 세웠다. 이 이론을 테스트하기 위해 라마찬드란은 절단된 사람을 모집하여 환상의 팔다리가 신체의 다른 부분에 대한 자극을 "느낄" 수 있는지에 대해 더 많이 알 수 있었다.

라마찬드란은 MEG 영상에서 명백한 피질 재조직화와 그가 다른 피험자들에서 관찰한 고통스럽지 않은 관련 감각 사이에 관계가 있다고 이론화했다.

## 같이 보기
- 올리버 색스
- 헛팔다리
- 헛통증
- 공감각